# Falckensteiner Strand

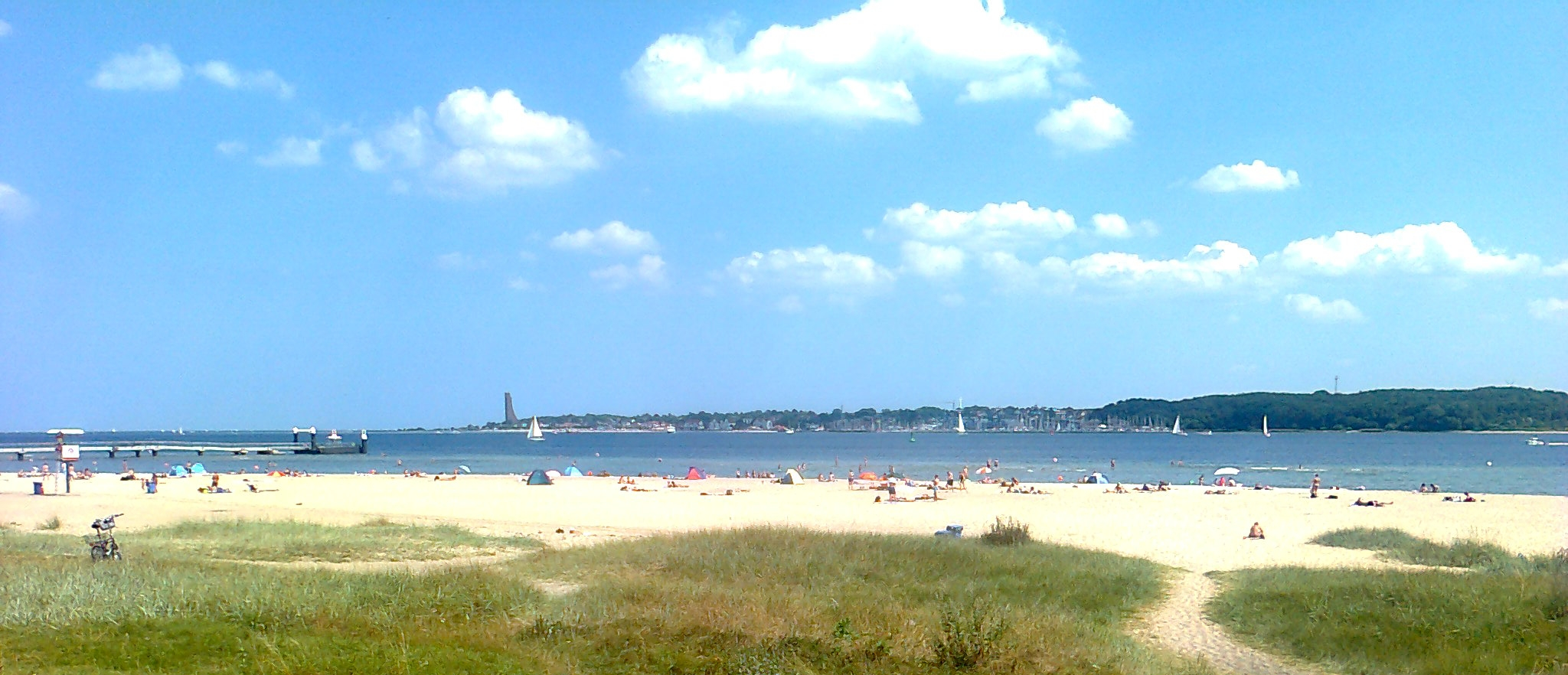
Der südliche Teil des Falckensteiner Strandes mit dem Fähranleger (im Hintergrund das Marineehrenmal Laboe am Ostufer der Kieler Förde)

Der Falckensteiner Strand ist ein ca. 2 km langer Badestrand in Kiel (in den Stadtteilen Kiel-Pries und Friedrichsort) am Westufer der Kieler Förde / Ostsee.
Der Falckensteiner Strand erstreckt sich vom (auf einer Insel gelegenen) Leuchtturm Friedrichsort nach Norden und endet an der Grenze zum Ortsteil Kiel-Schilksee. Er ist der längste Badestrand in Kiel und ein beliebtes Naherholungsgebiet Kiels.
- Der südliche Teil des Strandes wird im Westen vom Friedrichsorter Deich begrenzt, vor dem sich Strandhafer und andere Dünengewächse angesiedelt haben.
- Der nördliche Teil des Strandes geht nach Westen in ansteigendes, bewaldetes Gelände (Brauner Berg) über, Im Norden befinden sich 50 bis 100 m breite Dünenflächen (mit Strandhafer, Seggen, Dünenrosen, Sanddorn etc.).

Der bewachte, kurtaxfreie Badestrand ist durch Jugendherberge, Gastronomie, Spielplätze, Toiletten entwickelt und bietet die Möglichkeit für Wassersport (Windsurfen, Katamaransegeln, Sporttauchen).
Eine Besonderheit ist der rege Schiffsverkehr vom bzw. zum Nord-Ostsee-Kanal und dem Kieler Hafen, wenige hundert Meter vor dem Falckensteiner Strand (insbesondere im Bereich der Friedrichsorter Enge).

## Name

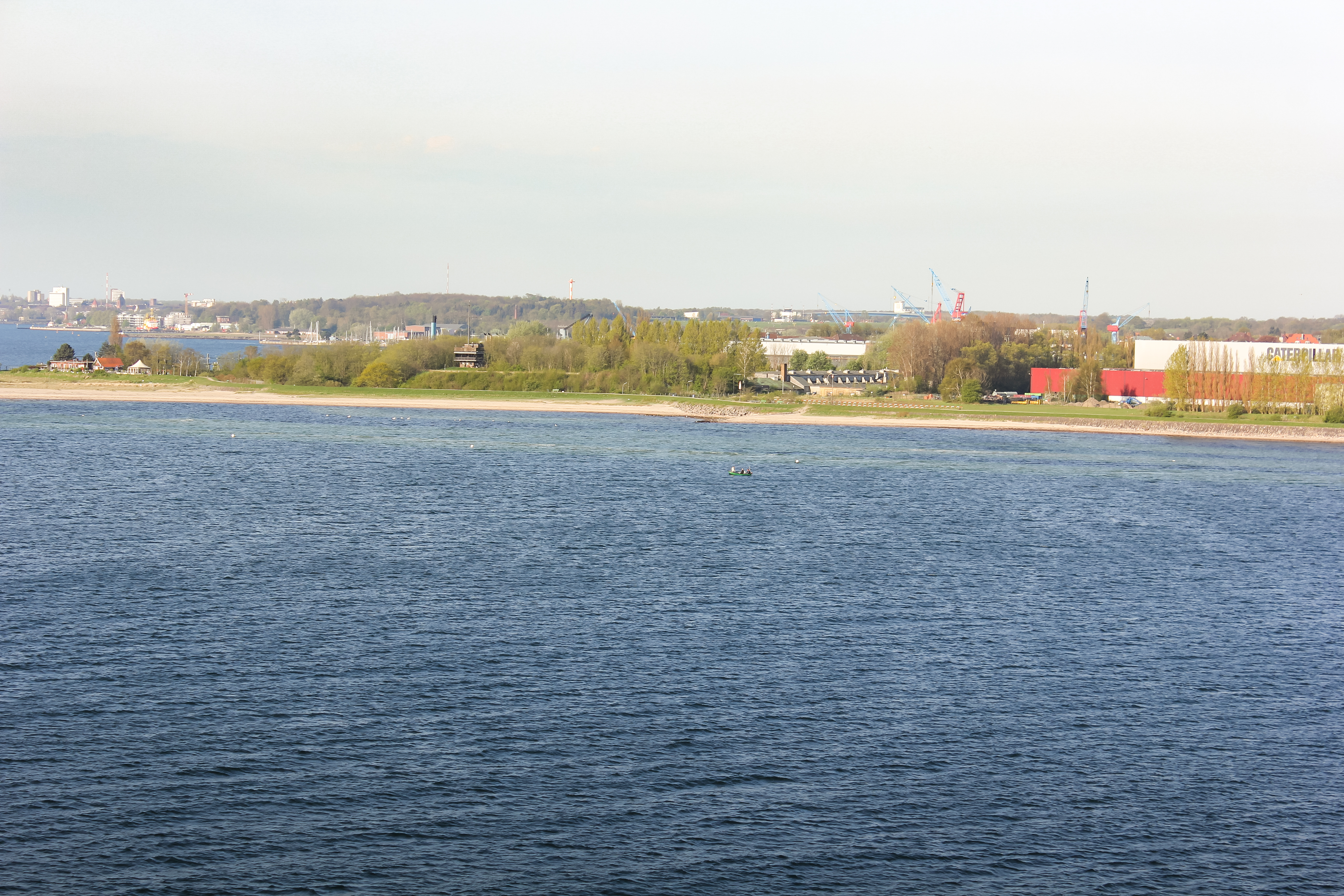
Blick auf den Falckensteiner Strand von der Kieler Förde.

Der Name leitet sich vom (1919 geschleiften) Fort Falckenstein ab, das sich dort (auf dem Braunen Berg) zur Sicherung der Festung Friedrichsort befunden hat.

## Mariner Lebensraum
Der Küstenabschnitt zwischen dem Leuchtturm Friedrichsort und dem Olympiazentrum Schilksee ist ein gesetzlich geschützter Mariner Lebensraum.
- Vor dem nördlichen Teil des Falckensteiner Strandes
  - befindet sich eine ausgedehnte und dichte Seegraswiese (in einer Tiefe von ca. 2 bis 4 m).
  - wurde (im Jahr 2001) durch Einbringung von (ca. 500) Findlingen ein Riff (in einer Tiefe von ca. 5 bis 8 m) angelegt, das als Hartgrund einen Lebensraum für Algen, Fische, Seesterne etc. bildet.
- Vor dem im südlichen Teil ist Seegras nur vereinzelt vorhanden, in der Nähe des Leuchtturmes finden sich Blasentang-Bestände.

### Meeresgrund
Der Meeresgrund vor dem Falckensteiner Stand besteht in Küstennähe aus flachen Sandbänken und wird langsam tiefer.
- Ab dem Fähranleger fällt der flache Meeresgrund ab einer Tiefe von ca. 2 m nach Osten recht steil bis auf 8 bis 10 m ab, der sich anschließende Bereich ist von Detritus-Ablagerungen geprägt und fällt dann langsam weiter zur Mitte der Kieler Förde (auf über 15 m Tiefe) hin ab.
- Im nördliche Bereich schließt sich an die Seegraswiese ein Sandabhang bis auf 9 bis 10 m an, der dann weiter langsam - ebenfalls von Detritus-Ablagerungen geprägt - abfällt; in ca. 14 m Tiefe befindet sich eine Gruppe von 25 Reefballs.

### Tauchen
Da nur an wenigen Stellen der Ostsee in Schleswig-Holstein in Ufernähe Tiefen von (über) 15 m erreicht werden können (die als Voraussetzung für einige Brevetierungen benötigt werden), ist der Falckensteiner Strand (insb. im südlichen Abschnitt) ein bekannter und viel genutzter Tauchplatz.

## Verkehr
Der Falckensteiner Strand ist über die Bundesstraße 503 und Fördestraße erreichbar; die Busse der Kieler Verkehrsgesellschaft fahren den Strand (im Sommer) an. Der Fähranleger Falckenstein wird (im Sommer) durch die Personenfähren (Fördelinie) der Schlepp- und Fährgesellschaft Kiel angefahren.

## Galerie

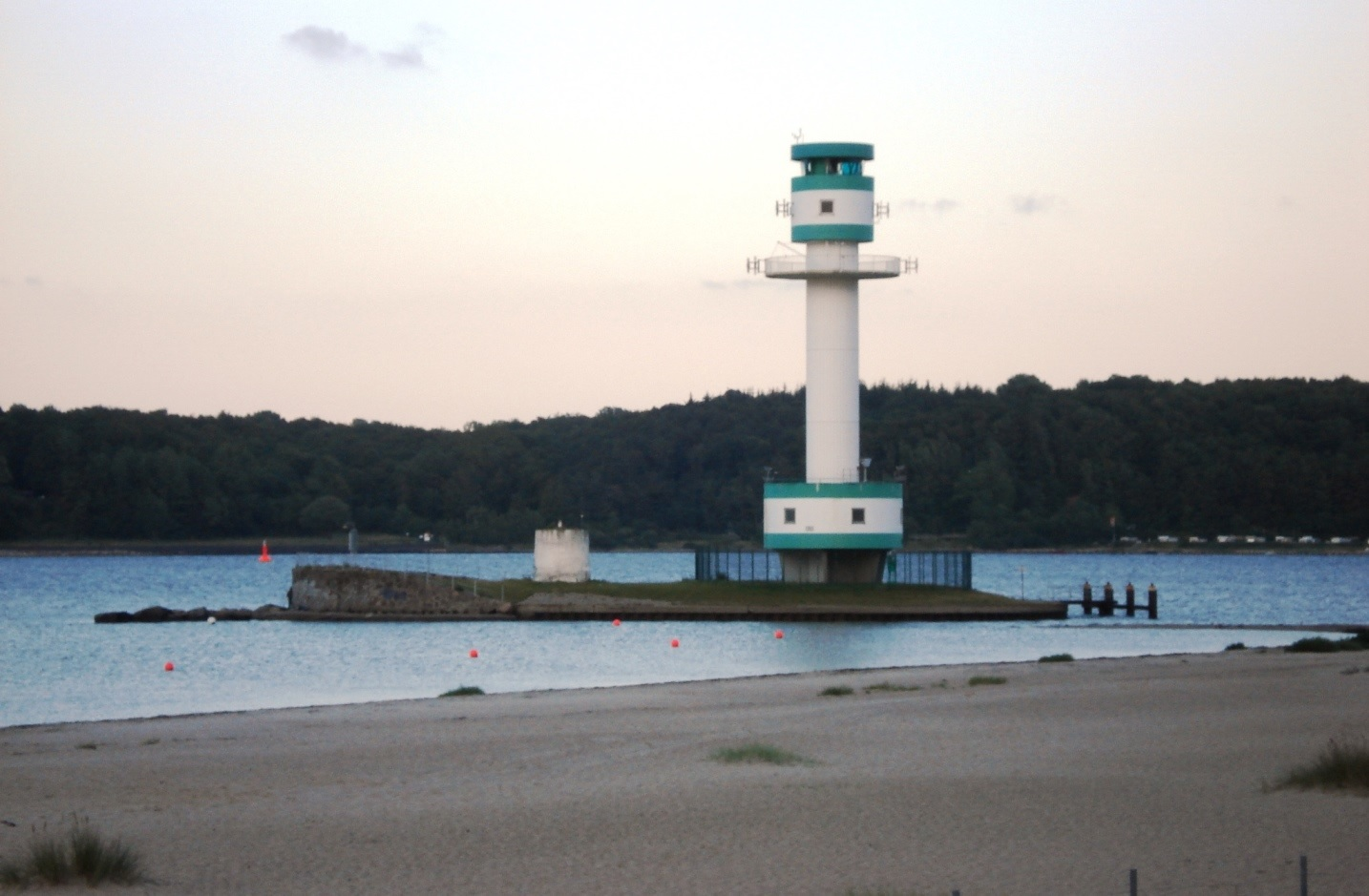
Der Leuchtturm Friedrichsort auf der Insel am südlichen Ende des Falckensteiner Strandes
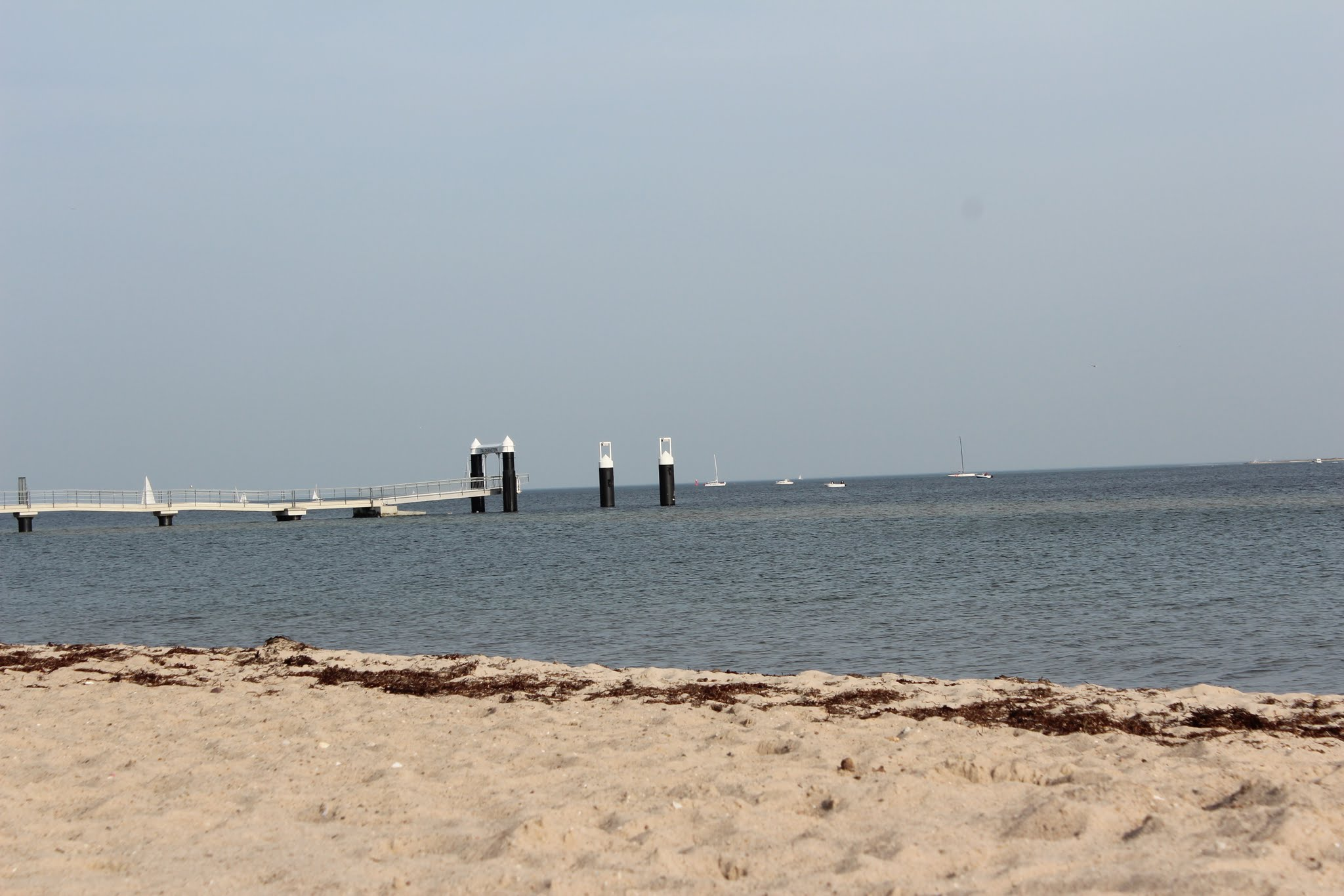
Der südliche Teil des Falckensteiner Strandes mit dem Fähranleger der Schlepp- und Fährgesellschaft Kiel der Fördelinie
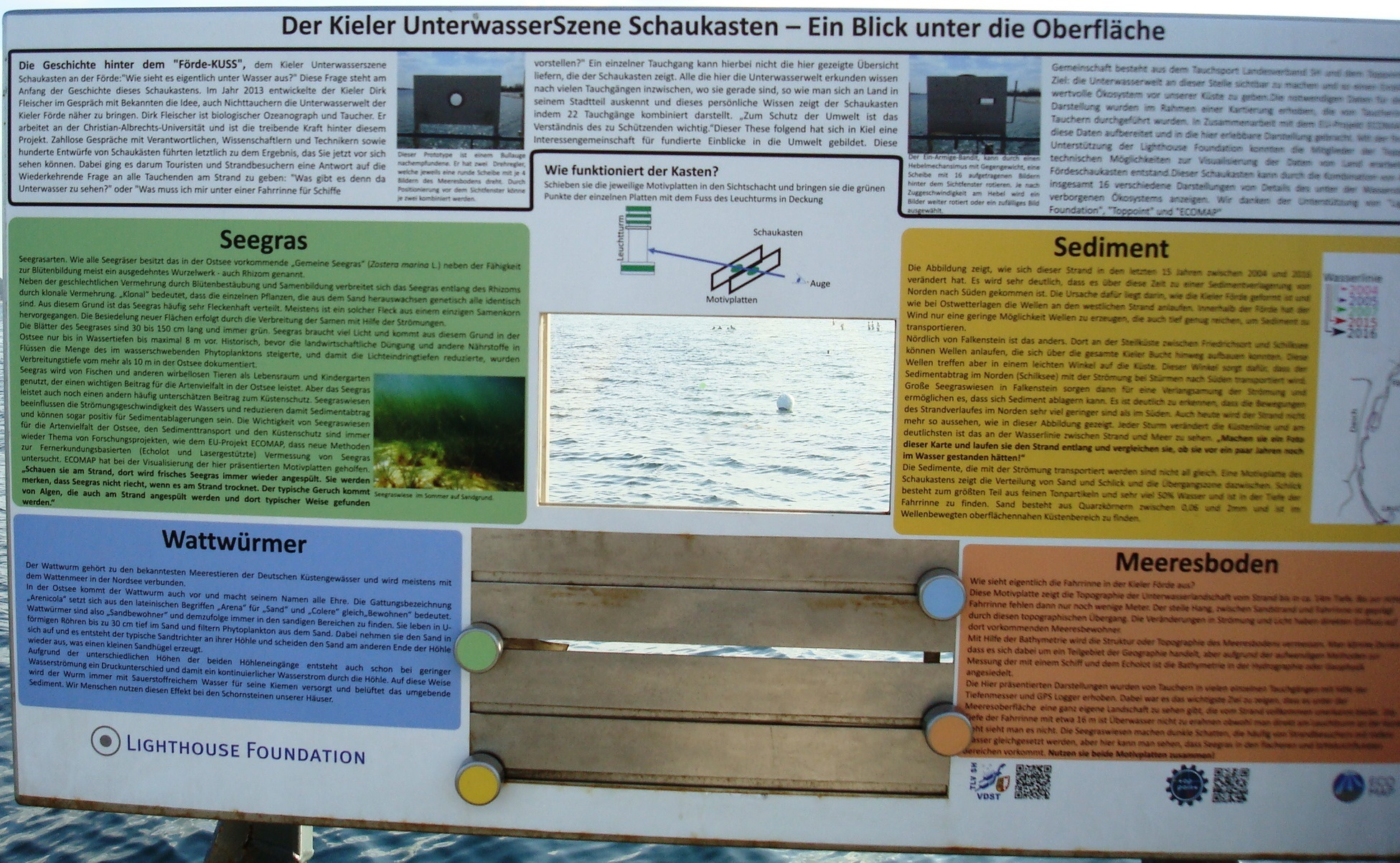
Informationstafel zur Unterwasserwelt vor dem Falckensteiner Strand
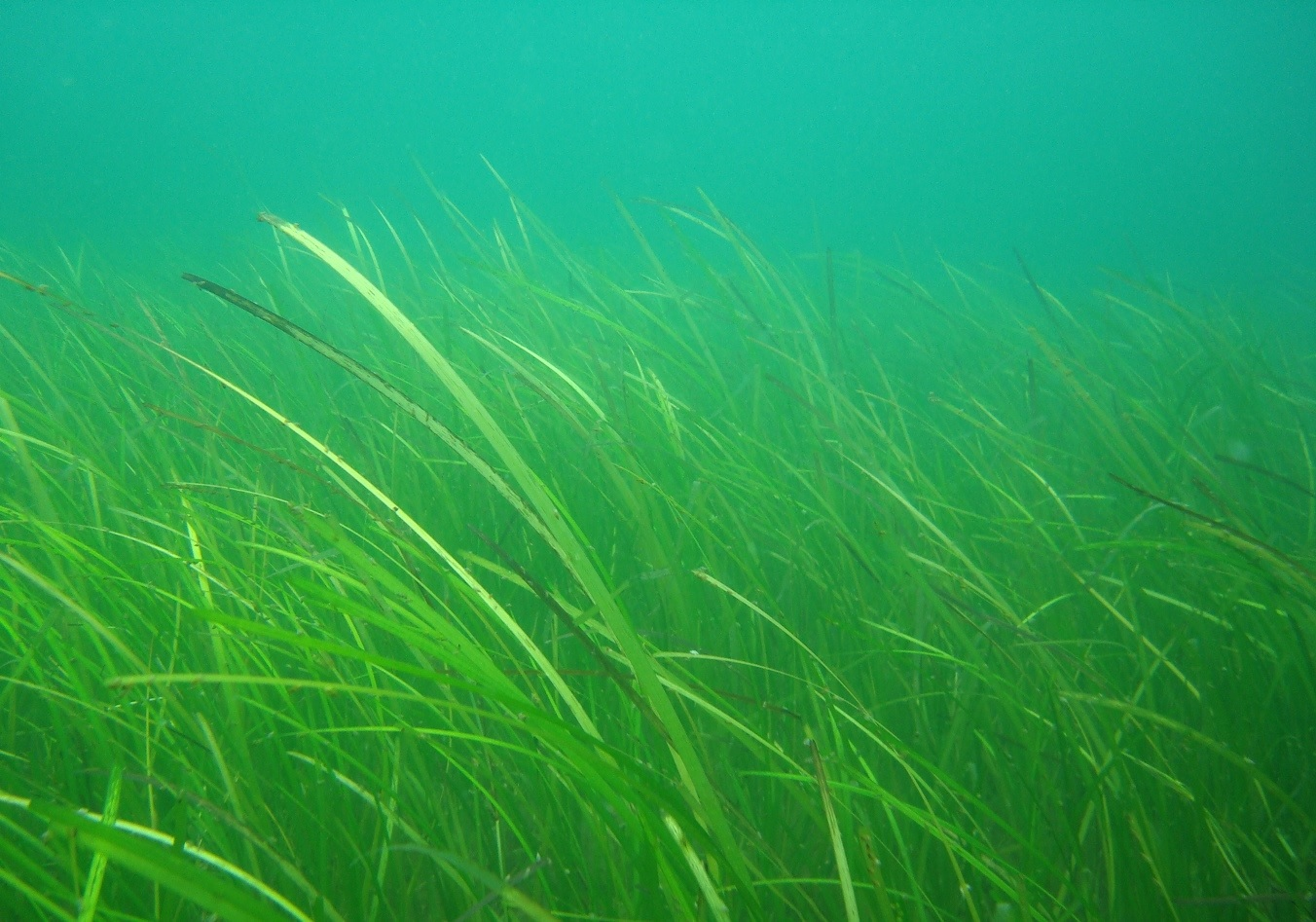
Seegraswiese aus Zostera marina in der Ostsee vor dem Falckensteiner Strand
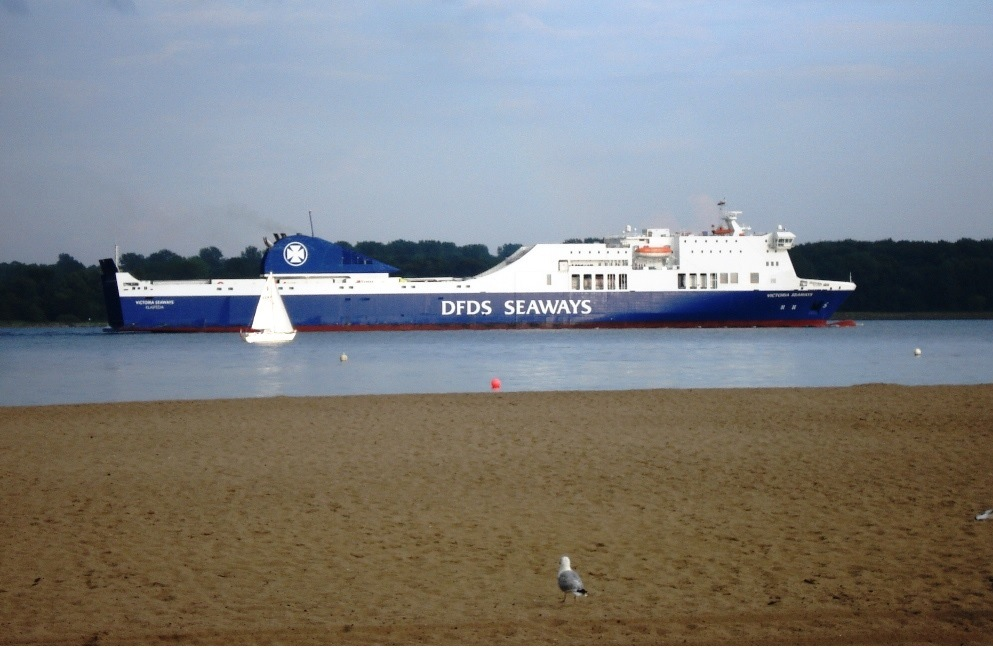
Schiffsverkehr in der Friedrichsorter Enge
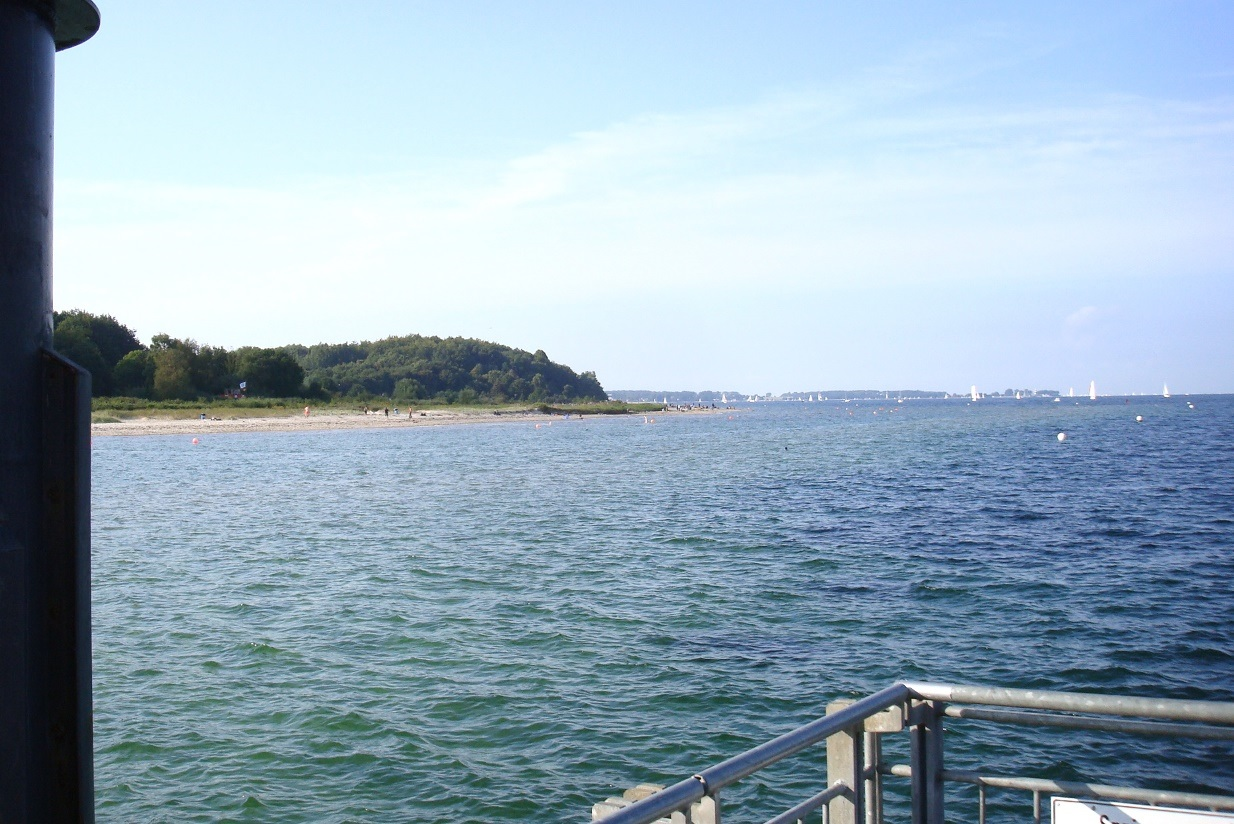
Blick auf den Falckensteiner Strand (vom Fähranleger Falckenstein) in Richtung Norden